# Segunda División A de Venezuela 2011-12
La Temporada 2011-12 del Fútbol profesional Venezolano de la Segunda División de Venezuela se inició el 27 de agosto de 2011 con la participación de 24 equipos.
El formato vuelve a cambiar para la temporada 2011-12; y retoma el que se usó en las temporadas 2005-06 y 2006-07.

## Sistema de competición
El primer torneo (Torneo Apertura), se disputará en un sistema de grupos (centro oriental, central, y centro occidental), con 8 integrantes por cada grupo; lo que implica una expansión de 20 a 24 participantes. Al final del torneo, clasificarán los 3 primeros de cada grupo, más el mejor cuarto, al segundo torneo de la temporada (Torneo Clausura), que se disputará en el 2012. Este torneo será de ámbito nacional, quienes decidirán en 18 jornadas los dos clasificados a la máxima categoría.
Por otra parte, los restantes 14 equipos no clasificados al grupo de Ascenso, disputarán un Torneo de permanencia con diez equipos provenientes de la Segunda B. De esta forma, participarán 24 equipos que disputarán los diez puestos restantes de la Segunda División, para la temporada 2012-2013.

## Cambios al final de la temporada 2010-11

### Intercambios entre la Primera División y la Segunda División
Ascienden a la Primera División:
- Llaneros de Guanare FC
- Tucanes de Amazonas

Descienden a la Segunda División:
- Atlético Venezuela
- Caroní FC

### Intercambios entre la Segunda División y la Segunda División B
Ascienden a la Segunda División:
- Sport Club Guaraní
- Deportivo Anzoátegui B
- Deportivo Táchira B
- Arroceros de Calabozo

Descienden a la Segunda División B:
- Unión Atlético Piar
- Unión Atlético Maracaibo
- Estrella Roja FC
- Club Deportivo San Antonio

### Otros cambios
- El Club Deportivo San Antonio y Estrella Roja FC mantienen la categoría para completar el nuevo formato, por decisión de la FVF.
- El Unión Atlético San Antonio vende su franquicia, y ésta es trasladada a la población de Socopó, donde se fusiona con el Atlético Socopó FC.
- Deportivo Lara "B", y el Monagas SC B son invitados a jugar la división.
- La Sociedad Deportiva Centro Ítalo se muda a Los Teques, y cambia su nombre a Club Atlético Miranda.
- El Unión Atlético Aragua se muda de San Mateo a Turmero.[2]

## Equipos participantes
Los equipos participantes en la Temporada 2011-12 de la Segunda División del Fútbol Venezolano son los siguientes:

### Grupo Occidental
| Club                                                                       | Ciudad        | Entrenador          | Estadio                        | Aforo  |
| -------------------------------------------------------------------------- | ------------- | ------------------- | ------------------------------ | ------ |
| Atlético Sócopo FC                                                         | Socopo        | Jorge Romoa         | Rogelio Matos                  | 7.500  |
| Archivo:600px 600px bisection vertical White HEX-0033CC.svg CD San Antonio | San Antonio   | Carlos E. Hernández | Pedro Rafael Chávez            | 10.000 |
| Deportivo Táchira B                                                        | San Cristóbal | Guillermo Ramírez   | Cancha Alterna de Pueblo Nuevo | 5.000  |
| Lotería del Táchira FC                                                     | San Cristóbal | Angel Tolizano      | Complejo Deportivo UCAT        | 5.000  |
| Real Bolívar COL                                                           | Lagunillas    | Jorge Pérez         | Polideportivo 5 de Julio       | 5.000  |
| Lara FC                                                                    | Barquisimeto  | Frank Domínguez     | Estadio Farid Richa            | 12.480 |
| Ureña Sport Club                                                           | Ureña         | Edwin Quilaguri     | Bicentenario de Ureña          | 4.500  |
| Zamora FC B                                                                | Barinas       | Julio Quintero      | Reinaldo Melo                  | 5.000  |

### Grupo Central
| Club                  | Ciudad                   | Entrenador        | Estadio                    | Aforo  |
| --------------------- | ------------------------ | ----------------- | -------------------------- | ------ |
| Arroceros de Calabozo | Calabozo                 | Rafael Castrillo  | Alfredo Simonpietri        | 5.000  |
| Atlético Venezuela    | Caracas                  | José Hernández    | Cocodrilos Sports Park     | 1.800  |
| Caracas FC B          | Caracas                  | Eduardo Feijoo    | Cocodrilos Sports Park     | 1.800  |
| Club Deportivo Lara B | Barquisimeto             | Ángel Graterol    | Metropolitano de Cabudare  | 40.312 |
| Estrella Roja         | San Antonio de los Altos | Fidel Mora        | Los Castores               | 2.500  |
| Sport Club Guaraní    | Valencia                 | Juan Manuel Mouro | Misael Delgado             | 10.400 |
| Portuguesa FC         | Araure                   | Jhonny Lucena     | Estadio José Antonio Páez  | 18.000 |
| UA Aragua             | Maracay                  | Jean Dao          | Estadio Giuseppe Antonelli | 5.000  |

### Grupo Oriental
| Club                   | Ciudad         | Entrenador          | Estadio                       | Aforo  |
| ---------------------- | -------------- | ------------------- | ----------------------------- | ------ |
| Angostura FC           | Ciudad Bolívar | Aldo R. Rampini     | Estadio Ricardo Tulio Maya    | 2.500  |
| Caroní FC              | Puerto Ordaz   | Miguel González     | Polideportivo Venalum         | 5.000  |
| Deportivo Anzoátegui B | Puerto La Cruz | Juvencio Betancourt | Estadio Salvador de la Plaza  | 5.000  |
| Fundación Cesarger FC  | Cumaná         | César Ñañez         | Polideportivo Félix Velásquez | 15.000 |
| Minasoro FC            | El Callao      | Reynolds Hamilton   | Héctor Thomas                 | 5.000  |
| Monagas SC B           | Maturín        | Tonny Rodríguez     | Estadio Alexander Bottini     | 8.000  |
| Club Atlético Miranda  | Los Teques     | Daniel Nicolack     | Arnaldo Arocha                | 5.000  |
| UCV FC                 | Caracas        | Ramón Cristaldo     | Olímpico de la UCV            | 23.000 |

### Equipos por estado
| Estado            | N.º | Equipos                                                                |
| ----------------- | --- | ---------------------------------------------------------------------- |
| Táchira           | 4   | Deportivo Táchira B, Lotería del Táchira FC, CD San Antonio y Ureña SC |
| Distrito Capital  | 3   | Atlético Venezuela, Caracas B y UCV FC                                 |
| Bolívar           | 3   | Minasoro FC, Mineros de Guayana B y Angostura FC                       |
| Barinas           | 2   | Zamora FC B y Atlético Sócopo FC                                       |
| Lara              | 2   | Lara FC y Deportivo Lara B                                             |
| Miranda           | 2   | Estrella Roja y CA Miranda                                             |
| Estado Anzoátegui | 1   | Dvo Anzoátegui B                                                       |
| Amazonas          | 1   | Tucanes de Amazonas                                                    |
| Carabobo          | 1   | SC Guaraní                                                             |
| Guárico           | 1   | Arroceros de Calabozo                                                  |
| Mérida            | 1   | ULA FC                                                                 |
| Monagas           | 1   | Monagas SC B                                                           |
| Portuguesa        | 1   | Portuguesa FC                                                          |
| Zulia             | 1   | Real Bolívar COL                                                       |

## Torneo Apertura 2011
Los resultados indicados en las tablas ubicada a la derecha están bajo el siguiente código de colores: azul corresponden a victoria del equipo local, rojo a victoria visitante, amarillo a empate, y verde a triunfo por incomparecencia.

### Grupo Occidental
|   | Equipo                 | JJ | JG | JE | JP | GF | GC | PTS | DG  |
| - | ---------------------- | -- | -- | -- | -- | -- | -- | --- | --- |
| 1 | CD San Antonio         | 14 | 8  | 3  | 3  | 14 | 11 | 27  | +4  |
| 2 | Lotería del Táchira FC | 14 | 7  | 5  | 2  | 30 | 16 | 26  | +14 |
| 3 | Ureña Sport Club       | 14 | 7  | 5  | 2  | 20 | 10 | 26  | +10 |
| 4 | Lara FC                | 14 | 6  | 4  | 4  | 20 | 14 | 22  | +6  |
| 5 | Deportivo Táchira B    | 14 | 5  | 5  | 4  | 15 | 13 | 20  | +2  |
| 6 | Zamora FC B            | 14 | 4  | 4  | 6  | 18 | 18 | 16  | 0   |
| 7 | Real Bolívar COL       | 14 | 5  | 1  | 8  | 14 | 23 | 16  | -9  |
| 8 | Atlético Socopó FC     | 14 | 0  | 1  | 13 | 8  | 36 | 1   | -28 |

| Apertura 2011       | SOC | DSA | TAC | LTA | RBO | LAR | URE | ZAM |
| Atlético Socopó     | X   | 1-2 | 0-0 | 0-4 | 1-2 | 1-2 | SSP | 0-3 |
| CD San Antonio      | 2-0 | X   | 0-0 | 1-0 | 2-0 | 1-0 | 1-2 | 1-0 |
| Deportivo Táchira B | 3-2 | 0-0 | X   | 0-1 | 2-1 | 2-0 | 1-1 | 1-3 |
| Lotería del Táchira | 6-1 | 1-1 | 1-1 | X   | 4-3 | 2-2 | 0-1 | 3-1 |
| Real Bolívar COL    | 2-1 | 0-1 | 1-0 | 1-3 | X   | 0-2 | 0-0 | 1-0 |
| Lara FC             | 3-0 | 0-1 | 2-0 | 2-2 | 4-1 | X   | 0-0 | 1-0 |
| Ureña SC            | 3-0 | 3-1 | 2-3 | 1-2 | 2-0 | 2-0 | X   | 2-2 |
| Zamora FC B         | 1-0 | 4-1 | 0-3 | 1-1 | 1-2 | 2-2 | 0-0 | X   |
|                     | SOC | DSA | TAC | LTA | RBO | LAR | URE | ZAM |

### Grupo Central
|   | Equipo                | JJ | JG | JE | JP | GF | GC | PTS | DG  |
| - | --------------------- | -- | -- | -- | -- | -- | -- | --- | --- |
| 1 | Portuguesa FC         | 14 | 8  | 4  | 2  | 25 | 13 | 28  | +12 |
| 2 | Atlético Venezuela    | 14 | 6  | 7  | 1  | 23 | 10 | 25  | +13 |
| 3 | Sport Club Guaraní    | 14 | 5  | 6  | 3  | 21 | 13 | 21  | +8  |
| 4 | Caracas FC B          | 14 | 4  | 6  | 4  | 23 | 20 | 18  | +3  |
| 5 | Arroceros de Calabozo | 14 | 5  | 3  | 6  | 20 | 25 | 18  | -4  |
| 6 | Deportivo Lara B      | 14 | 4  | 4  | 6  | 14 | 15 | 16  | -1  |
| 7 | UA Aragua             | 14 | 3  | 7  | 4  | 12 | 16 | 16  | -4  |
| 8 | Estrella Roja FC      | 14 | 1  | 3  | 10 | 10 | 36 | 6   | -26 |

| Apertura 2011         | AVE | ACA | CAR | CDL | ERO | POR | GUA | UAA |
| Atlético Venezuela    | X   | 1-1 | 3-0 | 1-0 | 5-0 | 3-0 | 1-1 | 0-1 |
| Arroceros de Calabozo | 0-1 | X   | 5-1 | 0-2 | 1-2 | 2-1 | 0-3 | 1-0 |
| Caracas FC B          | 2-2 | 6-1 | X   | 0-0 | 6-0 | 1-2 | 0-3 | 1-1 |
| Deportivo Lara B      | 0-1 | 3-1 | 1-3 | X   | 3-0 | 1-2 | 1-0 | 0-0 |
| Estrella Roja FC      | 1-1 | 1-3 | 0-1 | 2-2 | X   | 1-2 | 1-2 | 0-1 |
| Portuguesa FC         | 1-1 | 1-1 | 1-1 | 2-0 | 5-1 | X   | 2-1 | 4-0 |
| SC Guaraní            | 1-1 | 2-3 | 1-1 | 1-1 | 3-0 | 0-0 | X   | 1-1 |
| Unión Atlético Aragua | 2-2 | 2-2 | 0-0 | 2-0 | 1-1 | 0-2 | 1-2 | X   |
|                       | AVE | ARR | CAR | CDL | ERO | POR | SCG | UAA |

### Grupo Oriental
|   | Equipo                 | J  | G | E | P | GF | GC | PTS | DG  |
| - | ---------------------- | -- | - | - | - | -- | -- | --- | --- |
| 1 | CA Miranda             | 14 | 9 | 4 | 1 | 27 | 14 | 31  | +13 |
| 2 | UCV FC                 | 14 | 6 | 6 | 2 | 21 | 19 | 24  | +2  |
| 3 | Angostura FC           | 14 | 4 | 6 | 4 | 22 | 16 | 18  | +6  |
| 4 | Monagas SC B           | 14 | 4 | 5 | 5 | 12 | 15 | 17  | -3  |
| 5 | Deportivo Anzoátegui B | 13 | 4 | 2 | 7 | 17 | 20 | 14  | -3  |
| 6 | Fundación Cesarger FC  | 13 | 2 | 6 | 5 | 11 | 13 | 12  | -2  |
| 7 | Minasoro FC            | 14 | 3 | 3 | 8 | 19 | 32 | 12  | -13 |
| 8 | Caroní FC*             | 14 | 5 | 4 | 5 | 15 | 15 | 7   | 0   |

| Apertura 2011      | ANG | CRN | ANZ | FCE | MNS | MON | MIR | UCV |
| Angostura FC       | X   | 0-1 | 2-4 | 2-1 | 3-3 | 0-1 | 1-1 | 4-0 |
| Caroní FC          | 1-1 | X   | 1-2 | 1-1 | 2-0 | 1-1 | 1-2 | 0-2 |
| Dvo Anzoátegui B   | 1-2 | 1-2 | X   | 1-1 | 3-1 | 0-1 | 0-3 | 1-1 |
| Fundación Cesarger | 0-0 | 0-0 | SSP | X   | 0-1 | 3-0 | 1-1 | 0-1 |
| Minasoro FC        | 0-5 | 1-2 | 1-3 | 2-0 | X   | 1-3 | 4-3 | 2-3 |
| Monagas SC B       | 1-1 | 0-1 | 1-0 | 1-2 | 1-1 | X   | 0-2 | 1-1 |
| CA Miranda         | 1-1 | 2-1 | 2-0 | 1-0 | 3-1 | 1-0 | X   | 3-3 |
| UCV FC             | 1-0 | 2-1 | 2-1 | 2-2 | 1-1 | 1-1 | 1-2 | X   |
|                    | ANG | CRN | ANZ | FCE | MNS | MON | MIR | UCV |

- Caroní recibió una sanción de -12 puntos por parte de la F.V.F.

Actualizado hasta la jornada 14, disputada en su mayoría entre el sábado 17 y domingo 18 de diciembre

Fuente:FVF

### Goleadores
Con 9
- José Salazar, Arroceros de Calabozo

Con 8
- Julián Marulanda, Portuguesa FC
- Hermes Mata, Caroní FC
- José Felix Gutiérrez, CA Miranda

Con 7
- Herlín Cuica, Zamora FC B

con 6
- José Colmenarez, Lotería del Táchira
- Jorge Ruiz, CD San Antonio

Con 5
- 13 jugadores

Con 4
- 6 jugadores

Con 3
- 21 jugadores

Con 2
- 45 jugadores

Con 1
- 107 jugadores

Autogoles
- 4 jugadores con uno

Actualizado hasta la jornada 14

## Torneo Clausura 2012
Los diez equipos clasificados comenzaron el torneo el día 21 de enero de 2012.

### Equipos participantes
| Club                                                                       | Ciudad         | Entrenador          | Estadio                                | Aforo        |
| -------------------------------------------------------------------------- | -------------- | ------------------- | -------------------------------------- | ------------ |
| Atlético Venezuela                                                         | Caracas        | José Hernández      | Brígido Iriarte                        | 12.500       |
| Angostura FC                                                               | Ciudad Bolívar | Miguel González     | Ricardo Tulio Maya                     | 2.500        |
| Club Atlético Miranda                                                      | Los Teques     | Daniel Nicolack     | Arnaldo Arocha Estadio Brígido Iriarte | 5.000 12.500 |
| Archivo:600px 600px bisection vertical White HEX-0033CC.svg CD San Antonio | San Antonio    | Carlos E. Hernández | Pedro Rafael Chávez                    | 10.000       |
| Lara FC                                                                    | Barquisimeto   | Frank Domínguez     | Farid Richa                            | 12.480       |
| Lotería del Táchira FC                                                     | San Cristóbal  | Angel Tolizano      | Complejo Deportivo UCAT                | 5.000        |
| Portuguesa FC                                                              | Araure         | Jhonny Lucena       | José Antonio Páez                      | 18.000       |
| Sport Club Guaraní                                                         | Valencia       | Juan Manuel Mouro   | Polideportivo Misael Delgado           | 10.400       |
| Ureña Sport Club                                                           | Ureña          | Edwin Quilaguri     | Bicentenario de Ureña                  | 4.500        |
| UCV FC                                                                     | Caracas        | Ramón Cristaldo     | Olímpico de la UCV                     | 23.000       |

### Tabla de clasificación
|                                           |     | Equipos de fútbol      | PJ | G  | E | P  | GF | GC | Dif | Pts | M             |
| ----------------------------------------- | --- | ---------------------- | -- | -- | - | -- | -- | -- | --- | --- | ------------- |
|                                           | 01. | Atlético Venezuela     | 18 | 13 | 6 | 0  | 31 | 11 | +20 | 42  | Sin cambios   |
|                                           | 02. | Portuguesa FC          | 18 | 9  | 4 | 5  | 26 | 19 | +7  | 31  | Sin cambios   |
|                                           | 03. | Angostura FC           | 18 | 9  | 2 | 7  | 28 | 21 | +7  | 29  | Crecimiento   |
|                                           | 04. | Sport Club Guaraní     | 18 | 6  | 8 | 4  | 27 | 25 | +2  | 26  | Crecimiento   |
|                                           | 05. | CA Miranda             | 18 | 5  | 7 | 6  | 19 | 24 | -5  | 22  | Decrecimiento |
|                                           | 06. | Ureña Sport Club       | 18 | 5  | 6 | 7  | 25 | 27 | -2  | 21  | Decrecimiento |
|                                           | 07. | Lotería del Táchira FC | 18 | 5  | 6 | 7  | 28 | 30 | -2  | 21  | Crecimiento   |
|                                           | 08. | Lara FC                | 18 | 5  | 6 | 7  | 20 | 25 | -5  | 21  | Crecimiento   |
|                                           | 09. | CD San Antonio         | 18 | 5  | 4 | 9  | 23 | 26 | -3  | 19  | Sin cambios   |
|                                           | 10. | UCV FC                 | 18 | 3  | 3 | 12 | 16 | 35 | -19 | 12  | Sin cambios   |
| Datos actualizados al: 27 de mayo de 2012 |     |                        |    |    |   |    |    |    |     |     |               |

Pts = Puntos; PJ = Partidos Jugados; G = Partidos Ganados; E = Partidos Empatados; P = Partidos Perdidos; GF = Goles Anotados; GC = Goles Recibidos; Dif = Diferencia de goles; M = Movimiento respecto a la jornada anterior
|  | Ascendidos a la Primera División 2012/13 |

Atlético Venezuela

Campeón

### Resultados
| Clausura 2012          | ANG | AVE | CAM | DSA | LAR | LOT | POR | SCG | UCV | URE |
| Angostura FC           | X   | 2-2 | 5-1 | 2-1 | 3-1 | 3-1 | 1-2 | 1-2 | 3-0 | 1-3 |
| Atlético Venezuela     | 1-0 | X   | 3-1 | 3-0 | 1-1 | 2-0 | 0-0 | 2-1 | 3-0 | 2-1 |
| CA Miranda             | 0-1 | 0-0 | X   | 3-2 | 1-2 | 2-2 | 1-1 | 0-0 | 1-0 | 0-0 |
| CD San Antonio         | 0-1 | 0-1 | 1-2 | X   | 4-1 | 1-1 | 2-1 | 2-1 | 3-0 | 1-0 |
| Lara FC                | 0-1 | 1-2 | 1-0 | 2-0 | X   | 1-1 | 0-1 | 1-1 | 1-0 | 1-1 |
| Lotería del Táchira FC | 1-0 | 0-1 | 1-0 | 1-0 | 2-2 | X   | 2-1 | 2-2 | 5-1 | 3-1 |
| Portuguesa FC          | 2-0 | 0-3 | 1-2 | 1-1 | 3-1 | 2-0 | X   | 0-1 | 2-0 | 2-1 |
| SC Guaraní             | 2-1 | 1-1 | 2-2 | 2-2 | 2-1 | 3-2 | 2-2 | X   | 0-1 | 1-0 |
| UCV FC                 | 0-1 | 2-3 | 1-2 | 2-1 | 0-0 | 4-2 | 1-2 | 2-2 | X   | 1-1 |
| Ureña SC               | 2-1 | 1-1 | 1-1 | 2-2 | 2-3 | 3-2 | 1-3 | 2-1 | 3-1 | X   |
|                        | ANG | AVE | CAM | DSA | LAR | LOT | POR | SCG | UCV | URE |

### Goleadores
Con 10
- Irwin Antón, Atlético Venezuela

Con 9
- Juan García, Angostura FC
- Julián Marulanda, Portuguesa FC

Con 8
- José Sasiain, SC Guaraní

Con 7
- John Ramírez Pombo, Lara FC

Con 6
- Jesús Barros, CD San Antonio
- Johan Marín, Lotería del Táchira FC

Con 5
- Néstor Canelón, UCV FC
- Héctor Pérez, Atlético Venezuela

Con 4
- John Ruiz, Ureña SC
- Alberto Cabello, Angostura FC
- Gilson Salazar, CD San Antonio

Con 3
- 13 jugadores

Con 2
- 22 jugadores

Con 1
- 60 jugadores

Autogoles
- 2 jugadores

Datos actualizados al: 27 de mayo de 2012